# نهر موترو سيك
نهر موترو سيك هو رافد لنهر موترو في رومانيا. يصب في نهر موترو في قرية بادي. يبلغ طوله 17 كم (11 ميل) وحجم حوضه 81 كم2 (31 ميل مربع).